# Víctor Estrella Burgos
Víctor Estrella Burgos (Santiago de los Caballeros, República Dominicana, 2 d'agost de 1980) és una extennista professional dominicà.
Fou un pioner en el món del tennis en el seu país ja que va esdevenir el primer dominicà que va entrar el Top 100 del rànquing individual ATP, el primer dominicà en disputar els quatre torneigs de Grand Slam, i finalment, el primer en guanyar un títol individual l'any 2015. A la vegada, també va esdevenir el tennista més veterà en guanyar el primer títol ATP del seu palmarès amb 34 anys. Va guanyar un total de tres títols individuals, tots tres a Quito de forma consecutiva, i va arribar al 43è lloc del rànquing individual.
Va ser habitual en l'equip dominicà de Copa Davis i n'és el millor tennista del seu equip a nivell de participacions i victòries.

## Palmarès: 3 (3−0)

### Individual: 3 (3−0)
| Llegenda                          |
| --------------------------------- |
| Grand Slams (0−0)                 |
| ATP Finals (0−0)                  |
| ATP World Tour Masters 1000 (0−0) |
| ATP World Tour 500 (0−0)          |
| ATP World Tour 250 (3−0)          |

| Títols per superfície |
| --------------------- |
| Dura (0−0)            |
| Gespa (0−0)           |
| Terra batuda (3−0)    |

| Resultat  | Núm. | Data                 | Torneig        | Superfície   | Oponent         | Marcador            |
| --------- | ---- | -------------------- | -------------- | ------------ | --------------- | ------------------- |
| Guanyador | 1.   | 8 de febrer de 2015  | Quito, Equador | Terra batuda | Feliciano López | 6−2, 6−7(5), 7−6(5) |
| Guanyador | 2.   | 7 de febrer de 2016  | Quito (2)      | Terra batuda | Thomaz Bellucci | 4−6, 7−6(5), 6−2    |
| Guanyador | 3.   | 12 de febrer de 2017 | Quito (3)      | Terra batuda | Paolo Lorenzi   | 6−7(2), 7−5, 7−6(6) |

### Dobles: 2 (0−2)
| Llegenda                          |
| --------------------------------- |
| Grand Slams (0−0)                 |
| ATP Finals (0−0)                  |
| ATP World Tour Masters 1000 (0−0) |
| ATP World Tour 500 (0−0)          |
| ATP World Tour 250 (0−2)          |

| Títols per superfície |
| --------------------- |
| Dura (0−0)            |
| Gespa (0−0)           |
| Terra batuda (0−2)    |

| Resultat  | Núm. | Data                | Torneig               | Superfície   | Parella           | Oponents                           | Marcador         |
| --------- | ---- | ------------------- | --------------------- | ------------ | ----------------- | ---------------------------------- | ---------------- |
| Finalista | 1.   | 8 de febrer de 2015 | Quito, Equador        | Terra batuda | João Souza        | Gero Kretschmer Alexander Satschko | 5−7, 6−7(3)      |
| Finalista | 2.   | 10 d'abril de 2016  | Houston, Estats Units | Terra batuda | Santiago González | Bob Bryan Mike Bryan               | 6−4, 3−6, [8−10] |

## Trajectòria

### Individual
| Open d'Austràlia | A           | A           | A           | A    | A           | A           | A           | A   | A           | A           | A           | A   | A           | A           | 1R          | 1R    | 2R   | 1R  | 0 / 4   | 1 – 4   |
| Roland Garros | A           | A           | A           | A    | A           | A           | A           | A   | Q1          | A           | Q1          | Q1  | A           | 1R          | 1R          | 2R    | 2R   | Q1  | 0 / 4   | 2 – 4   |
| Wimbledon | A           | A           | A           | A    | A           | A           | A           | A   | Q1          | A           | Q1          | A   | Q1          | 1R          | 2R          | 1R    | 1R   | A   | 0 / 4   | 1 – 4   |
| US Open | A           | A           | A           | A    | A           | A           | A           | Q2  | Q2          | A           | Q1          | Q1  | Q3          | 3R          | 1R          | 1R    | A    | Q3  | 0 / 3   | 2 – 3   |
| Jocs Olímpics | No celebrat | No celebrat | No celebrat | A    | No celebrat | No celebrat | No celebrat | A   | No celebrat | No celebrat | No celebrat | A   | No celebrat | No celebrat | No celebrat | 1R    | NC   | NC  | 0 / 1   | 0 – 1   |
| Victòries − Derrotes | 2−0         | 0−0         | 3−1         | 3−1  | 1−2         | 2−2         | 3−0         | 2−2 | 4−0         | 0−3         | 2−1         | 6−0 | 2−1         | 9−10        | 20−20       | 14−19 | 9−10 | 2−9 | 84 – 81 | 84 – 81 |
| Rànquing a final d'any | –           | 1055        | 1061        | 1463 | –           | 570         | 317         | 235 | 325         | 211         | 202         | 255 | 144         | 78          | 56          | 102   | 83   | 278 |         |         |
| Llegenda: G: Guanyador; F: Finalista; SF: Semifinalista; QF: Quarts de final; Q: Qualificació; A: Absent; RR: Round Robin; |             |             |             |      |             |             |             |     |             |             |             |     |             |             |             |       |      |     |         |         |